# Digital Library of Mathematical Functions
A Digital Library of Mathematical Functions (DLMF) (em português:  Biblioteca Digital de Funções Matemáticas) é um projeto online do National Institute of Standards and Technology (NIST), objetivando desenvolver uma grande fonte de recursos de referências matemáticas sobre funções especiais e suas aplicações. É destinada a atualizar o Handbook of Mathematical Functions de Abramowitz & Stegun (A&S). Foi publicada online em 7 de maio de 2010, embora alguns capítulos tenham sido disponibilizados anteriormente.
Em contraste com A&S, cuja impressão inicial foi responsabilidade do United States Government Printing Office e era de domínio público, o NIST assevera ter os direitos autorais sobre a DLMF.